# 고흥군·보성군·장흥군·강진군
고흥군·보성군·장흥군·강진군은 대한민국의 국회의원 선거구이다. 전라남도 고흥군, 보성군, 장흥군, 강진군을 관할한다. 현 지역구 국회의원은 더불어민주당의 문금주이다.

## 역사
대한민국 제20대 국회의원 선거를 앞두고 전라남도의 선거구가 개편되었다. 이로 인해 장흥군·강진군·영암군 선거구에 속해 있던 장흥군, 강진군이 고흥군·보성군 선거구에 편입되면서 신설되었다.

## 관할 구역
| 대수  | 관할 구역                                       |
| ----- | ----------------------------------------------- |
| 20대~ | 고흥군 일원 보성군 일원 장흥군 일원 강진군 일원 |

## 역대 국회의원
| 선거   | 정당 | 정당         | 의원   |
| ------ | ---- | ------------ | ------ |
| 2016년 |      | 국민의당     | 황주홍 |
| 2020년 |      | 더불어민주당 | 김승남 |
| 2024년 |      | 더불어민주당 | 문금주 |

## 역대 선거 결과

### 대한민국 제20대 국회의원 선거
|  | 51.12% |

|  | 39.01% |

|  | 5.37% |

|  | 4.49% |

### 대한민국 제21대 국회의원 선거
|  | 62.81% |

|  | 34.31% |

|  | 2.87% |

### 대한민국 제22대 국회의원 선거
|  | 90.69% |

|  | 9.30% |